# Leionema bilobum
Leionema bilobum es una especie de arbusto perteneciente a la familia de las rutáceas. Es un endemismo del sudeste de Australia.

## Taxonomía
Leionema bilobum fue descrita por (Lindl.) Paul G.Wilson y publicado en Nuytsia  12(2): 271, en el año 1998.
La especie fue descrita por primera vez oficialmente por el botánico inglés John Lindley de material recolectado durante la exploración de Thomas Mitchell del parque nacional de los Montes Grampianos. Su descripción fue publicada en 1838 en Three Expeditions into the interior of Eastern Australia. Lindley le dio el nombre de Phebalium bilobum. La especie fue transferida al género Leionema por Paul G. Wilson en 2003. 
Subespecies
Cuatro subespecies se han descrito formalmente en 2006:
- bilobum - la subespecie de la cordillera oriental de Grampian, de Victoria.
- serrulatum - con una forma de larga hoja de Gippsland , Victoria.
- thackerayense - una forma con hojas de bordes suaves sin punta bilobulada. Ocurre en la cordillera occidental de Grampians (incluyendo el Monte Thackeray) y Black Range.
- truncatum - norte y este de Tasmania .

Sinonimia
- Eriostemon serrulatus F.Muell.
- Eriostemon hillebrandii F.Muell. nom. illeg.
- Eriostemon hillebrandii var. longifolius F.Muell.
- Phebalium bilobum Lindl. basónimo
- Phebalium truncatum Hook.f.[5]